# Matt Baglio
Matt Baglio (San Diego, 9 de junho de 1973) é um escritor norte-americano.

## Biografia
Italiano-americano, ele cresceu no sul da Califórnia, onde ainda vive, dividindo seu tempo entre os Estados Unidos e a Itália.
Matt Baglio é o autor do livro mais vendido do New York Times, The Rite. História verdadeira de um exorcista hoje, publicada pela Doubleday em 2009. No processo de trabalhar em The Rite, Baglio se documentou entrevistando quase 20 exorcistas e testemunhando mais de 30 exorcismos católicos oficiais. O romance, traduzido para mais de dezoito idiomas, foi transposto para um filme com o mesmo nome em 2011, estrelado por Anthony Hopkins e dirigido por Mikael Håfström, e para o qual o próprio Baglio trabalhou como consultor técnico.
Em 2012, publicou Argo. Como a CIA e Hollywood Resgataram Seis Reféns Americanos em Teerã, escrito com o ex - agente da CIA aposentado Tony Mendez, focados na operação secreta chamada Canadian Caper. A partir do livro, em 2012, Ben Affleck fez o filme com o mesmo nome, dirigido e interpretado por ele mesmo.
Atualmente Baglio está trabalhando em uma variedade de projetos, incluindo um romance e um romance gráfico que serão ilustrados por um artista que trabalhou para a Marvel e a DC.